# Baby Halder
Baby Halder (Bengalisch: বেবী হালদার, Bebī Hāldār; * 19. Juni 1973 in Westbengalen) ist eine indische Schriftstellerin, die durch ihre 2002 veröffentlichte Autobiographie Alo Andhari in Indien bekannt wurde.

## Leben
Baby Halder wurde in Kaschmir geboren. Als sie 4 Jahre alt war, verließ ihre Mutter die Familie aufgrund des Alkoholismus ihres Mannes und ließ Baby Halder bei ihm zurück. Halder wurde daraufhin von ihrem gewalttätigen Vater und ihrer Stiefmutter aufgezogen. Die Familie zog von Kaschmir nach Murshidabad und schließlich nach Durgapur in Westbengalen, wo Halder aufwuchs. Sie besuchte die Schule mit einigen Unterbrechungen und musste sie nach der sechsten Klasse abbrechen, als ihr Vater sie im Alter von 12 Jahren mit einem 14 Jahre älteren Mann zwangsverheiratete. Mit 13 Jahren bekam sie ihr erstes Kind und zwei weitere folgten kurz darauf. Halders Mann ist ihr gegenüber regelmäßig gewalttätig und versuchte ihr 1999 mit einem Stein den Kopf einzuschlagen. Halders ältere Schwester war einige Jahre zuvor von ihrem Ehemann ermordet worden und die Tat wurde nie angezeigt. Dieses Erlebnis bringt sie im Alter von 25 Jahren dazu, ihren Mann zu verlassen und mit ihren drei Kindern nach Dehli zu fliehen. 
In Dehli beginnt Baby Halder als Dienstmädchen zu arbeiten. Als billige Arbeitskraft wird sie von ihren Arbeitgebern ausgebeutet und wird gezwungen, ihre jüngeren Kinder, während sie arbeitet, den ganzen Tag auf dem Dachboden des Hauses ihrer Arbeitgeber einzuschließen. Ihr ältester Sohn musste im Alter von 12 Jahren als minderjähriger domestic worker in einem anderen Haushalt Geld verdienen. Ihr Leben verändert sich radikal, als sie beginnt für Prabodh Kumar, emeritierter Anthropologieprofessor und Enkel des berühmten Hindischriftstellers Premchand, zu arbeiten. Als er feststellt, dass sie lesen kann, leiht er ihr Bücher aus und sie ermutigt sie, ihr Leben aufzuschreiben.
Sobald Halder finanziell unabhängig war, zog sie nach Kalkutta, wo sie mit ihren Kindern Subodh, Tapas und Piya lebt.

## Literarische Karriere
Ihr Arbeitgeber, Prabodh Kumar, wurde Baby Halders Mentor und erster Leser; er verschickt ihre Texte an Freunde, die ihr begeistert antworten. Später unterstützt er sie bei der Strukturierung ihrer Lebenserzählung, übersetzt die Texte aus Bengali ins Hindi und veröffentlicht schließlich 2002 ihr biographisches Buch Aalo Andhari (dt. Vom Dunkel ins Licht: Kein ganz gewöhnliches Leben).
2006 erschien die englische Übersetzung A Life Less Ordinary. In Deutschland veröffentlichte der Draupadi Verlag das Buch 2008 unter dem Titel „Kein ganz gewöhnliches Leben“.
Kritiker haben besonders Halders differenzierte und reflektierte Art, wie sie sich mit ihrem eigenen Leben auseinandersetzt und sich nicht zum Opfer stilisiert, beachtet. Die New York Times schrieb am 2. August 2006: „Baby Halders Buch gibt uns eine bewegende Darstellung des Lebens von Millionen verarmter Frauen in Indien und von Aspekten der indischen Gesellschaft, die normalerweise nicht im Zentrum von Romanen stehen. Die Autorin erzählt ihre Lebensgeschichte in einer klaren Sprache, ohne eine Spur Selbstmitleid.“ Die Neue Zürcher Zeitung vom 4. Juli 2009 schrieb: "Sie [...] stellt sich aber schreibend ihren Erinnerungen, die bisweilen geradezu tonlos klingen, je schmerzlicher sie sind. Um sich zu distanzieren, schreibt sie manchmal von sich in der dritten Person."
Vom 14. bis zum 30. Oktober 2008 fand in Deutschland eine Lesereise mit Baby Halder statt, die der Draupadi Verlag zusammen mit der Heinrich-Böll-Stiftung durchführte und die auf der Frankfurter Buchmesse begann.
Baby Halder schrieb zwei weitere Bücher, die nicht in Deutschland erschienen sind.

## Bibliografie
- 2002 - Aalo Andhari (dt. Vom Dunkel ins Licht: Kein ganz gewöhnliches Leben, Unionsverlag 2008) ISBN 978-3-293-20566-6
- 2008 Eshat Roopantar (nicht in Deutschland erschienen)
- 2014 GHARE PHERAR PATH (nicht in Deutschland erschienen)